# 外功
外功（がいこう）は、中国の大衆小説である武侠小説で用いられる言葉で、外家功夫、いわゆる力を使った武術を指す。
皮膚や筋肉を鉄の如く鍛え上げて、強烈な衝撃に耐えられるようにする他、型や技法の修練もこれに属する。力技である外功の対義語としては、心気の技である内功がある。内功の裏付けがあれば、外功の威力も増すとされる場合が多い。
| スタブアイコン | サブスタブ | この項目は、まだ閲覧者の調べものの参照としては役立たない、文学に関連した書きかけの項目です。この項目を加筆・訂正などしてくださる協力者を求めています（P:文学、PJ:ライトノベル）。項目が小説家・作家の場合には{Writer-substub}を、文学作品以外の本・雑誌の場合には{Book-substub}を貼り付けてください。 |